# George Walter

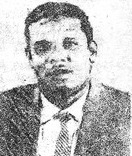
George Walter (1971)

Sir George Herbert Walter (* 8. September 1928; † 4. März 2008 in Saint John’s, Antigua) war ein westindischer Politiker. Von 1971 bis 1976 amtierte er als Premierminister von Antigua und Barbuda. In dieser Position setzte er sich für die vollständige Unabhängigkeit des Inselstaates von Großbritannien ein.
George Walter wurde 1928 geboren, verschiedene Quellen geben jedoch 1930 als Geburtsjahr an.
Als Vorsitzender des Progressive Labor Movement (PLM) gewann Walter 1971 die Wahlen gegen Vere Bird Sr. Erst vier Jahre zuvor war die ehemalige Kolonie zum Dependency mit Autonomiestatus erklärt worden. Während seiner Amtszeit waren neben seinen Forderungen nach vollständiger Selbstverwaltung an die britischen Besatzer vor allem wirtschaftliche Schwierigkeiten prägend. Infolgedessen verlor Walter die nächste Wahl gegen Bird.
Nach dem Ausscheiden aus dem Amt 1976 bekleidete Walter den Premiersposten nicht noch einmal. 1981 wurde Antigua und Barbuda unabhängig. Walter gründete 1982 das United People’s Movement und wurde später Führer der Antigua Workers’ Union; 2000 wurde er von Elisabeth II. in den Adelsstand erhoben.
George Walter, nach dem bereits zu Lebzeiten eine Autobahn benannt wurde, starb im März 2008 79-jährig in der Hauptstadt Antiguas an Herzversagen. Er war verwitwet. Postum wurde er 2008 als Knight Companion des Order of the National Hero geadelt.